# Anvik (Alaska)
Pour les articles homonymes, voir Anvik.
Anvik est une localité d'Alaska aux États-Unis, dans la région de recensement de Yukon-Koyukuk. Au recensement de 2010 sa population était de 85 habitants.

## Situation - climat
Elle est située à l'intérieur des terres, sur la rivière Anvik, à l'ouest du fleuve Yukon à 55 km au nord de Holy Cross.
Les températures extrêmes sont de −51 °C en janvier à 31 °C en juillet.

## Histoire
Anvik était un village indien Ingalik. Le russe Glazanov y avait dénombré 100 habitants en 1834. À l'origine, le village se trouvait sur l'autre rive de la rivière, au nord-est. Petit à petit, les habitants se sont déplacés pour s'approcher de la mission épiscopale et de l'école, fondée en 1887. La poste a ouvert en 1897. Après l'épidémie de grippe de 1918-1919 et celle de 1927, beaucoup d'orphelins furent hébergés dans la mission, ainsi que d'autres qui venaient des environs de Fort Yukon. Des bateaux à vapeur transportaient les marchandises au village au début des années 1920. Certains habitants coupaient le bois pour alimenter les chaudières des bateaux, et faisaient commerce de fourrures et de poissons.
C'est en 1930 qu'est arrivé à Anvik le premier avion monté sur skis.
L'économie actuelle d'Anvik est saisonnière, peu d'emplois sont permanents, les habitants fabriquent des objets artisanaux ou pratiquent la pêche et la chasse.

## Démographie
| 1880 | 1890 | 1900 | 1910 | 1920 | 1930 | 1940 | 1950 |
| ---- | ---- | ---- | ---- | ---- | ---- | ---- | ---- |
| 95   | 191  | 166  | 151  | 140  | 79   | 110  | 99   |

| 1960 | 1970 | 1980 | 1990 | 2000 | 2010 | - | - |
| ---- | ---- | ---- | ---- | ---- | ---- | - | - |
| 120  | 83   | 114  | 82   | 104  | 85   | - | - |